# Махмудия (монета)
Вижте пояснителната страница за други значения на Махмудия.
Махмудѝя (на турски: mahmudiye) е стара турска златна монета , сечена при управлението на султан Махмуд II (1808–1839). Известно е, че по негово време курушът, една от основните монети в Османската империя, се обезценява два пъти, което недвусмислено сочи за силните инфлационни процеси, протичали по тези земи с предимно самозадоволяваща се икономика.
Монетата е малка – теглото ѝ варира от 1 до 4 грама, среден диаметър около 20 мм и много тънка. Може би това е най-тънката златна монета, сечена в пределите на империята. По тази причина е наричана мека махмудия. Равнявала се е на около половин турска лира (68 куруша ) – около едно сребърно меджидие.
Поради малкото си тегло и фина изработка е била особено предпочитана за висящи украшения (т.е. в качеството ѝ на пендара) – за нанизи, обеци и др. Това обяснява факта, че повечето от запазилите се до днешно време махмудии са пробити – имат малък отвор за прикачане.